# 鮑牽
鲍牽（？—？），姒姓，鲍氏，名牽，諡號莊。中國春秋時期齊國的大夫，鮑叔牙曾孫，鮑國之兄。
前574年，齊國大夫慶克穿着婦人的衣服坐着輦車進入宮中，和齊靈公的母親聲孟子私通，而被鮑牽看見，告訴了國佐。國佐責備了慶克。慶克在家中久不出，告訴聲孟子國佐責備了他。齊靈公會盟後回國，聲孟子說留守臨淄的高無咎、鮑牽不接納歸國的國君，要另立公子角。齊靈公遂砍掉鮑牽的雙腳、驅逐高無咎，高無咎出走莒國，齊靈公從魯國召鮑國回齊國繼嗣鮑氏。
後來，孔子曾對鮑牽作出「鮑莊子之知不如葵，葵猶能衛其足。」的評價。